# Help You Fly
Help You Fly is een single van de Wit-Russische zanger Aljaksandr Ivanow, ook wel Ivan genoemd. Met dit nummer vertegenwoordigde hij zijn land op het Eurovisiesongfestival van 2016. Hij kwam niet verder dan de halve finale, waar het de twaalfde plaats haalde. Het nummer heette oorspronkelijk How To Fly. Ivan wilde eigenlijk met levende wolven op het podium optreden maar de reglementen van het songfestival staan dit niet toe.
Het nummer gaat over dat je jezelf moet ontplooien zonder je zorgen te maken.
2004: Aleksandra & Konstantin · 
2005: Angelika Agoerbasj · 
2006: Polina Smolova · 
2007: Dmitri Koldoen · 
2008: Roeslan Alechno · 
2009: Pjotr Elfimov · 
2010: 3+2 · 
2011: Anastasia Vinnikova · 
2012: Litesound · 
2013: Aljona Lanskaja · 
2014: Teo · 
2015: Uzari & Maimuna · 
2016: Ivan · 
2017: Navi · 
2018: Alekseev · 
2019: ZENA